# Joodse begraafplaats (Buchenau)
De Joodse begraafplaats van Buchenau is een oude begraafplaats van Joden in Buchenau, een stadsdeel van Boppard in Rijnland-Palts. De dodenakker valt sinds 1992 onder monumentenzorg.

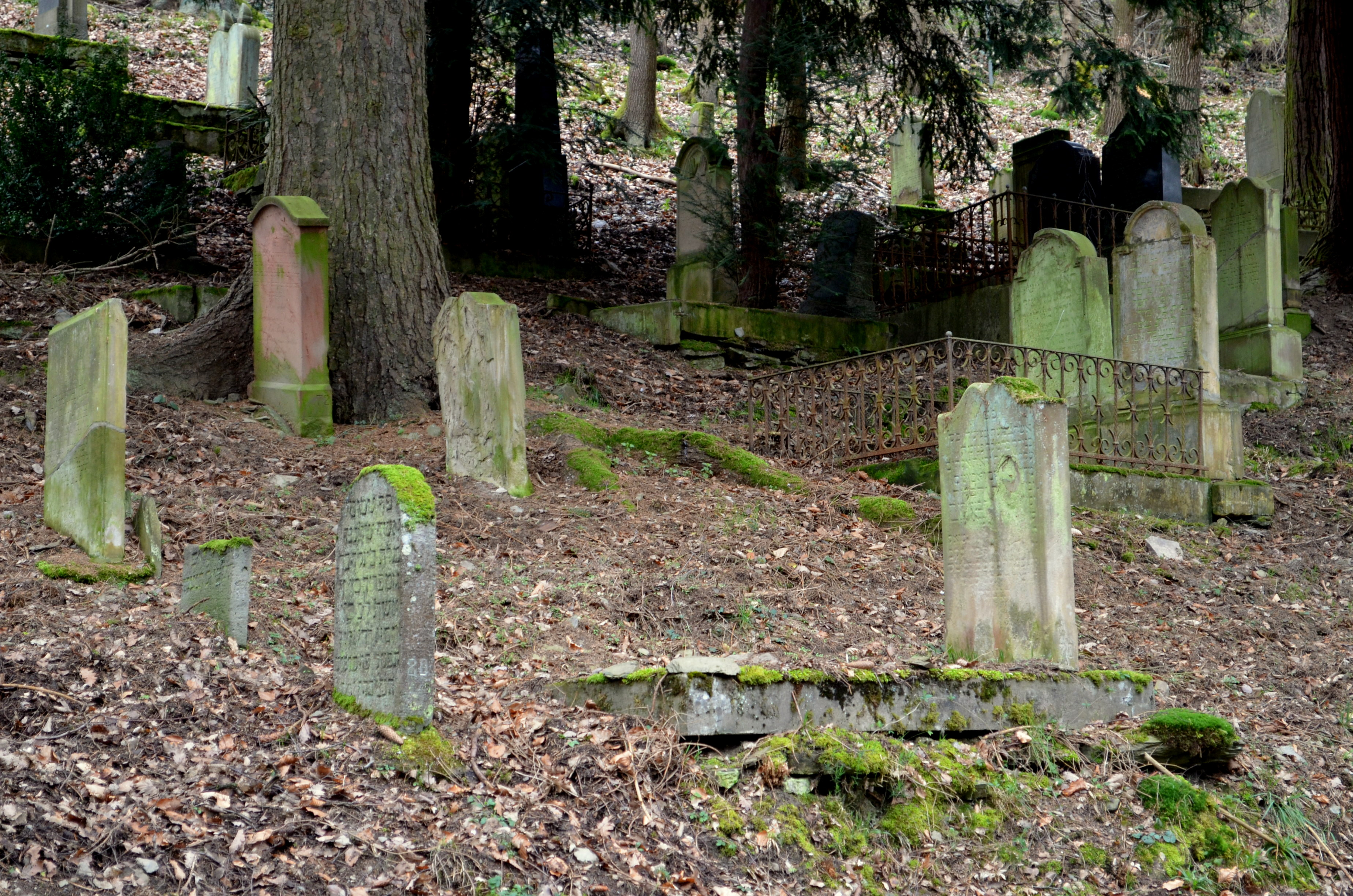
Graven Joodse Begraafplaats, Boppard-Buchenau

De begraafplaats is aan de L 210 gelegen en heeft een oppervlakte van 4.241 m². Er zijn 150 grafstenen, voornamelijk uit de late 19e en de eerste decennia van de 20e eeuw. 
De begraafplaats werd aan het begin van de 17e eeuw in gebruik genomen. De oudste grafsteen dateert uit het jaar 1605. In de 19e eeuw begonnen de joden hun doden in toenemende mate te begraven op hun begraafplaats in Holzfeld.
In 1942 werd de begraafplaats onteigend, in de jaren 1946-1949 volgde de teruggave. De laatste begrafenis op de begraafplaats vond in 1961 plaats.